# Wise Guys – Zwei Superpflaumen in der Unterwelt
Wise Guys – Zwei Superpflaumen in der Unterwelt, auch Wise Guys – Zwei ausgeschlafene Jungs (Originaltitel: Wise Guys), ist ein US-amerikanischer Spielfilm von Brian De Palma aus dem Jahr 1986.

## Handlung
Henry Valentini und Moe Dickstein sind Nachbarn und seit Jahren beste Freunde. Beide arbeiten als Laufburschen für die Mafia. Die beiden träumen davon ihr eigenes Restaurant zu eröffnen und hassen ihren derzeitigen Beruf bei der Mafia, da sie von ihrem Boss Anthony Castelo nicht den geringsten Respekt bekommen. Eines Tages begleiten sie Frank „The Fixer“ Acavano (einem der Topleute unter Castelos Männern) zum Pferderennen und setzen auf das von den Quoten her schlechteste Pferd. Henry Valentini setzt jedoch in letzter Sekunde auf das Pferd mit den besten Quoten. Doch ganz zum Schock der beiden gewinnt Castelos Pferd das Rennen.
Relativ schnell fällt der Betrug auf, und nach langer Hänselei sind sie gezwungen den Rat des Bosses anzunehmen, nämlich sich gegenseitig umzubringen. Sie wissen allerdings nicht, dass beide eine Vereinbarung haben. Voller Angst folgen sie dem Kellner Marco, der dabei jedoch von Castelos Männern erschossen wird. Auf der Flucht gelingt es den beiden Acavanos Cadillac zu stehlen, um schnellstens nach Atlantic City zu Henrys Onkel Mike zu fahren. Dieser ist ein pensionierter Mafioso, der Castelo vor vielen Jahren den Job angeboten hatte. Nachdem sie mit der Kreditkarte von Frankie „The Fixer“ sich ein luxuriöses Hotelzimmer gekauft haben, treffen sie den Besitzer und einen alten Freund Bobby DiLea und gehen kurzerhand später in Onkel Mikes Haus. Doch dabei finden sie nur seine Asche, da er bereits verstorben war. Irgendwie bekommt Henry jedoch das Geld, das er und Moe ihrem Boss noch schulden, von Grandma Valentini.
Er fährt damit zurück ins Hotel und bittet DiLea die Dinge mit Castelo zu regeln. Im Hotelzimmer bekommen die beiden Nachbarn heraus, dass sie sich gegenseitig umbringen müssen. Währenddessen glauben sie mit Castelo und dessen Mannen wieder im Reinen zu sein. Doch diese haben einen anderen Plan, nämlich beide umzulegen. Es kommt zum Showdown im Casino, in dem Henry das Geld für Castello gegen den Willen von Moe setzen will, da er eine Glückssträhne hat. Dort erwischt von Castelos Männern, und nach einer anschließenden wilden Verfolgungsjagd im Casino, erschießt Moe Dickstein seinen Partner Henry Valentini. Zurück in Newark, der Heimatstadt von Moe und Henry, findet das Begräbnis von Henry Valentini statt. In Moes Haus überrascht ihn Henry, als sich Moe gerade erhängen wollte und erklärt ihm, dass die Erschießung Henrys bereits vorher mit Bobby DiLea abgemacht war, Waffe und Filmblut präpariert waren. Um auch Moe aus der Schusslinie zu bringen, drehen sie das Gas des Gasherdes auf, legen ein Skelett auf den Tisch und schreiben einen Abschiedsbrief. Gerade als Moe und Henry abhauen wollen, betreten Castelo und seine Männer Moes Haus. Castello nimmt eine Zigarette und fordert ein Feuerzeug von seiner Bande, bis er zu spät bemerkt, dass alles voll Gas ist, und das Haus mitsamt der Mafia-Bande explodiert.
Henry erklärt in Atlantic City, dass er das Geld aufgehoben habe, es allerdings bereits investiert sei, und zwar in ein Restaurant, von dem beide immer geträumt haben.

## Hintergrund
Der Film wurde in New Jersey gedreht. Seine Produktionskosten betrugen schätzungsweise 13 Millionen US-Dollar. Der Film spielte in den Kinos der USA ca. 8,5 Millionen Dollar ein.

## Kritiken
„Profillose Gangsterkomödie, die sich in hektischer Situationskomik erschöpft.“

‘Wise Guys’ is an abundant movie, filled with ideas and gags and great characters. It never runs dry. […] This movie was made with joy, and you can feel it in the sense of all the actors working at the top of their form.

„‚Wise Guys‘ ist ein opulenter Film, voller Ideen, Gags und toller Charaktere. Nie geht ihm die Luft aus. […] Der Film wurde mit Freude gemacht und man spürt, dass alle Darsteller ihr Bestes geben.“